# Cyclamen purpurascens
Cyclamen purpurascens är en viveväxtart som beskrevs av Philip Miller. Cyclamen purpurascens ingår i släktet cyklamensläktet, och familjen viveväxter. Inga underarter finns listade i Catalogue of Life.

## Bildgalleri

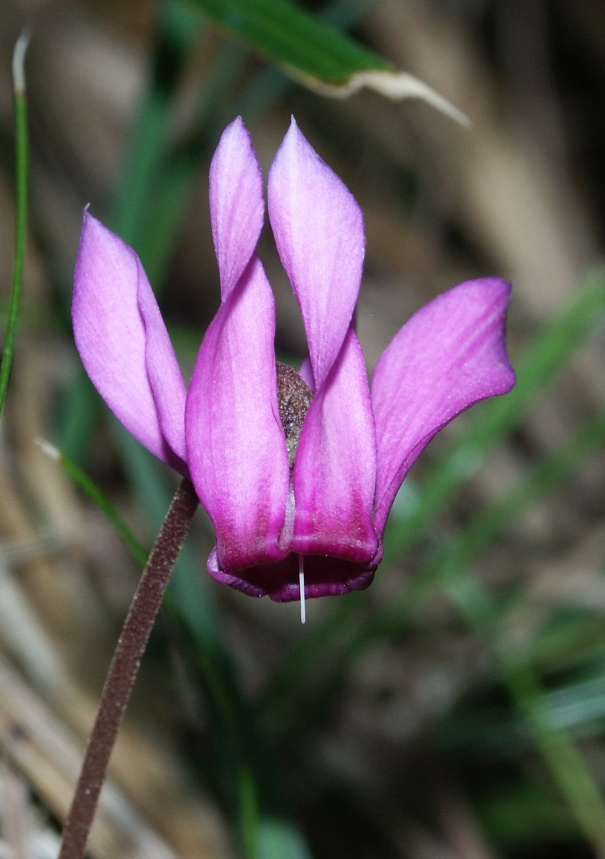
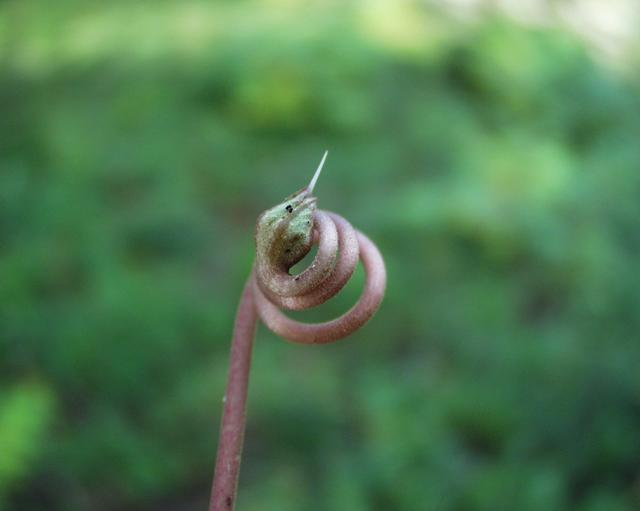
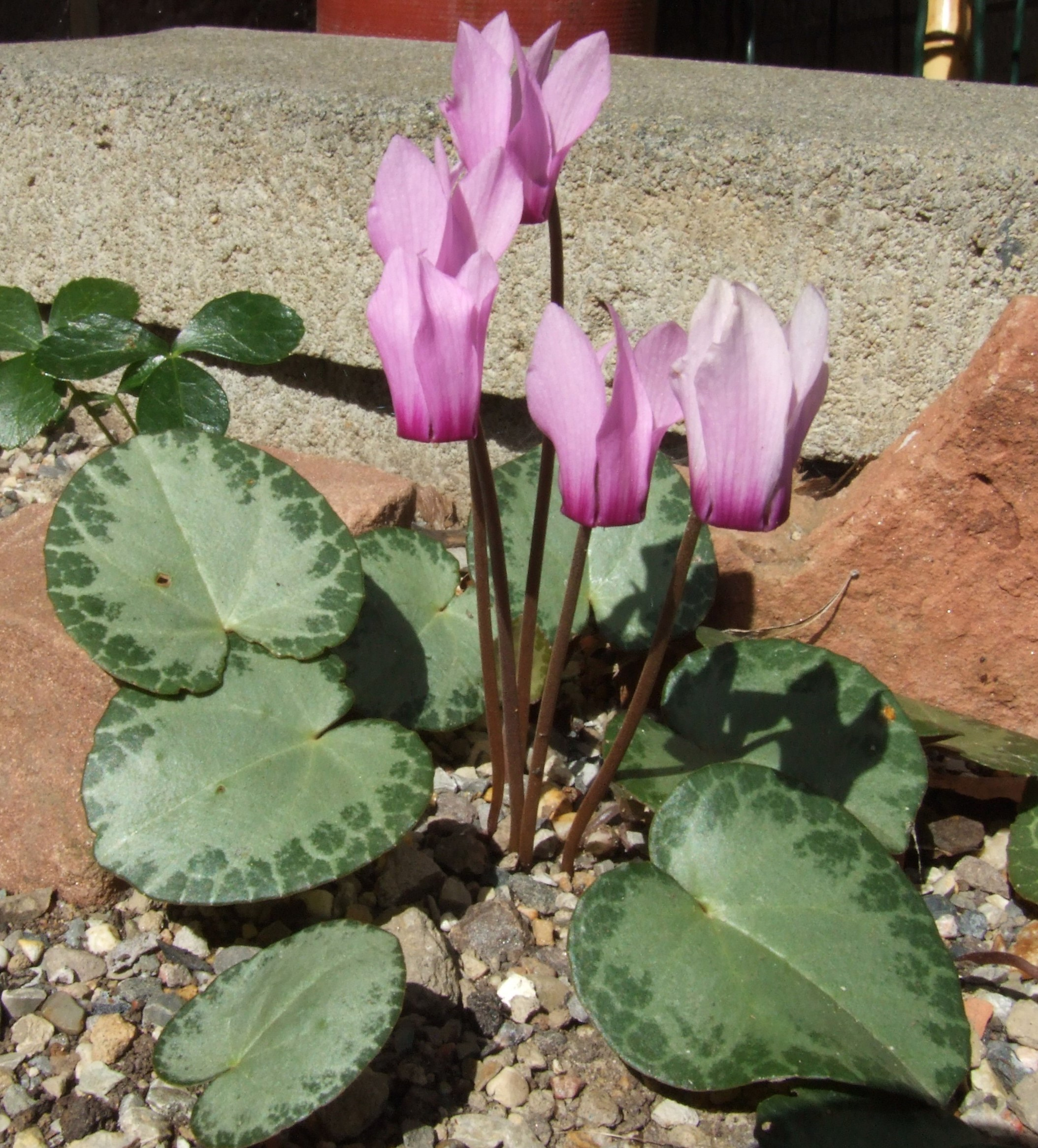
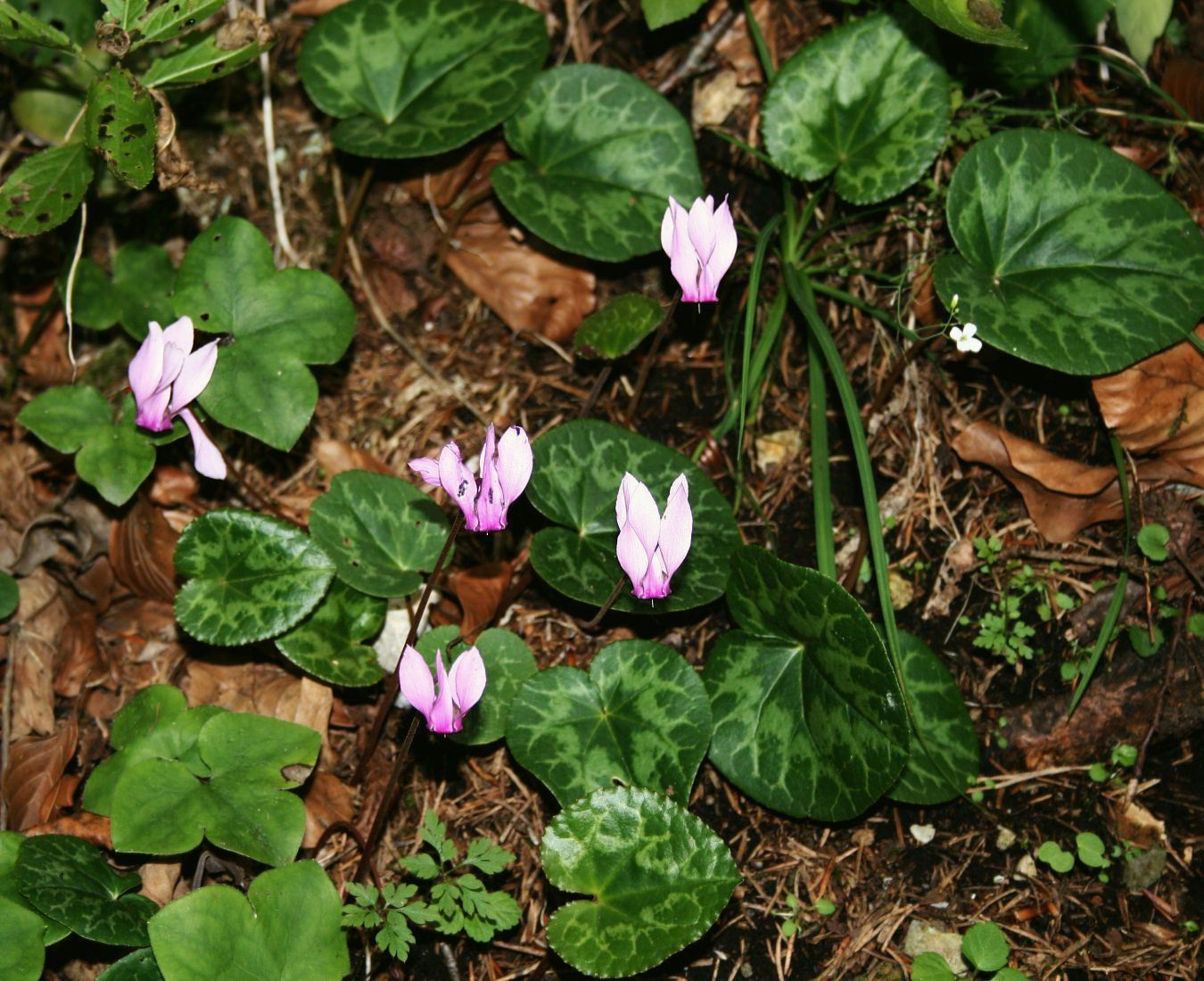
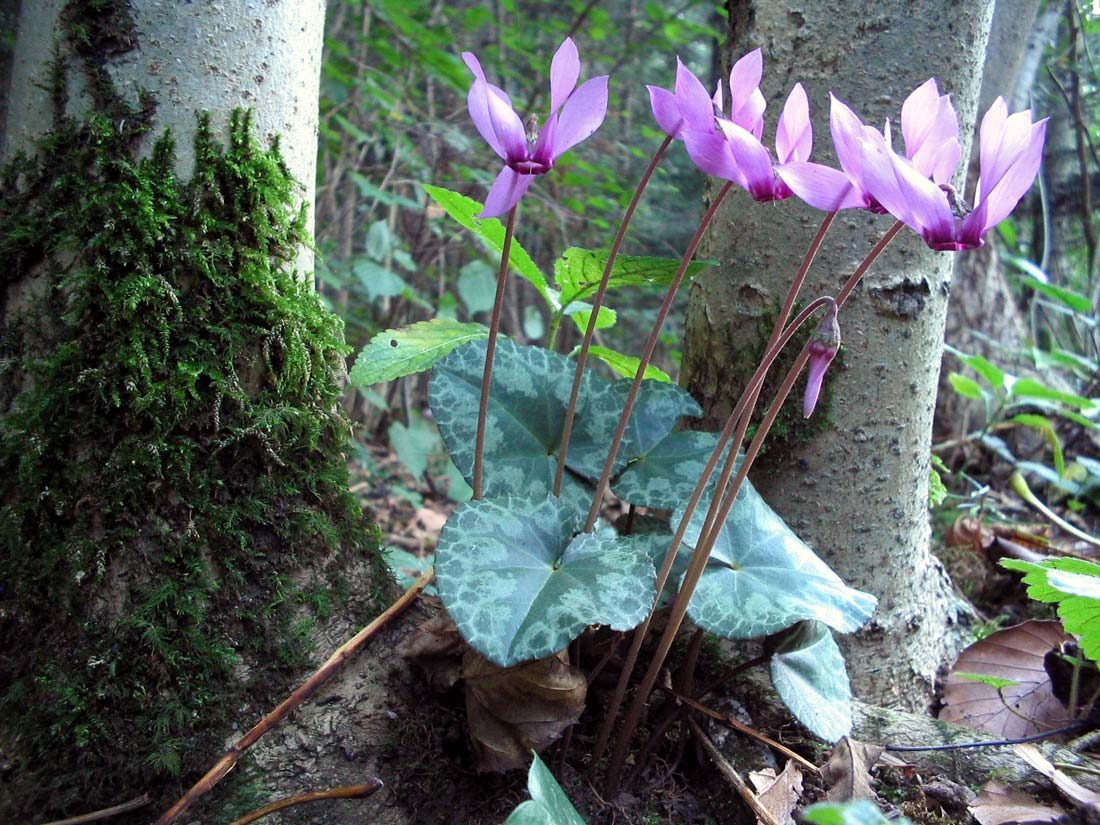
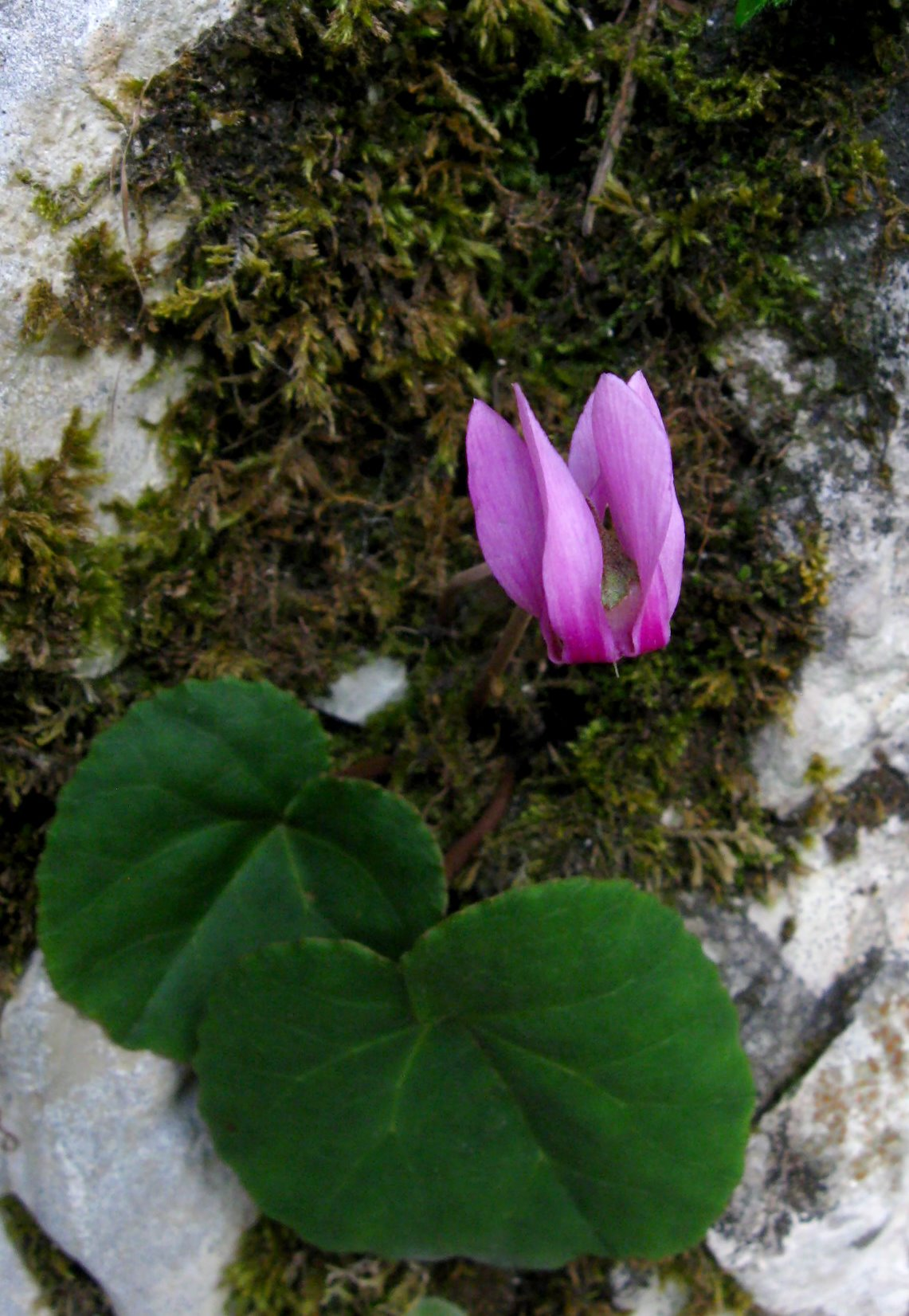